# ZDNet
ZDNet（ジーディーネット）は、アメリカ合衆国のニュースサイトである。日本版「ZDNet」は、朝日新聞社子会社の朝日インタラクティブが運営している。

## 概要
アメリカ合衆国のコンピュータ関連企業Ziff Davisの出版部門ジフ・デイビス・パブリッシングが1989年に開始した情報サービスである。2000年7月に CNET が買収した。
ソフトバンクは、1995年11月にジフ・デイビス・パブリッシングを買収したが、株価低迷により2000年に売却した。

## ZDNet Japan

### 初代
1997年9月にソフトバンク出版事業部（現：ソフトバンククリエイティブ）とアメリカZiff-Davisの合弁で、日本でITニュース情報サイト「ZDNet Japan」を開設した。しかしソフトバンクはZiff-DavisをCNETに売却し、これに伴いアメリカのZDNetが企業向け情報へ傾注したことから、ZDNet Japanはライセンス契約の満了をもって2004年1月に「ITmedia」へブランド名を変更。これをもってZDNetは日本から一時撤退し、ZDNet Japanは消滅した。

### 2代目
CNETの日本法人シーネットネットワークスジャパンにより、2005年4月に再び「ZDNet Japan」が開設された。アメリカ版と同様に、企業向けIT関連ニュース、事例、ブログなどを配信していた。
しかし2008年5月15日にCNETがCBSコーポレーションに買収され、CNETが運営するウェブメディアの整理統合が行われた。このため朝日新聞社が「GameSpot Japan」および「鉄道コム」とともに「ZDNet Japan」を継承し、翌2009年9月1日より、子会社の朝日インタラクティブによる運営を開始した。